# ゆすはら座

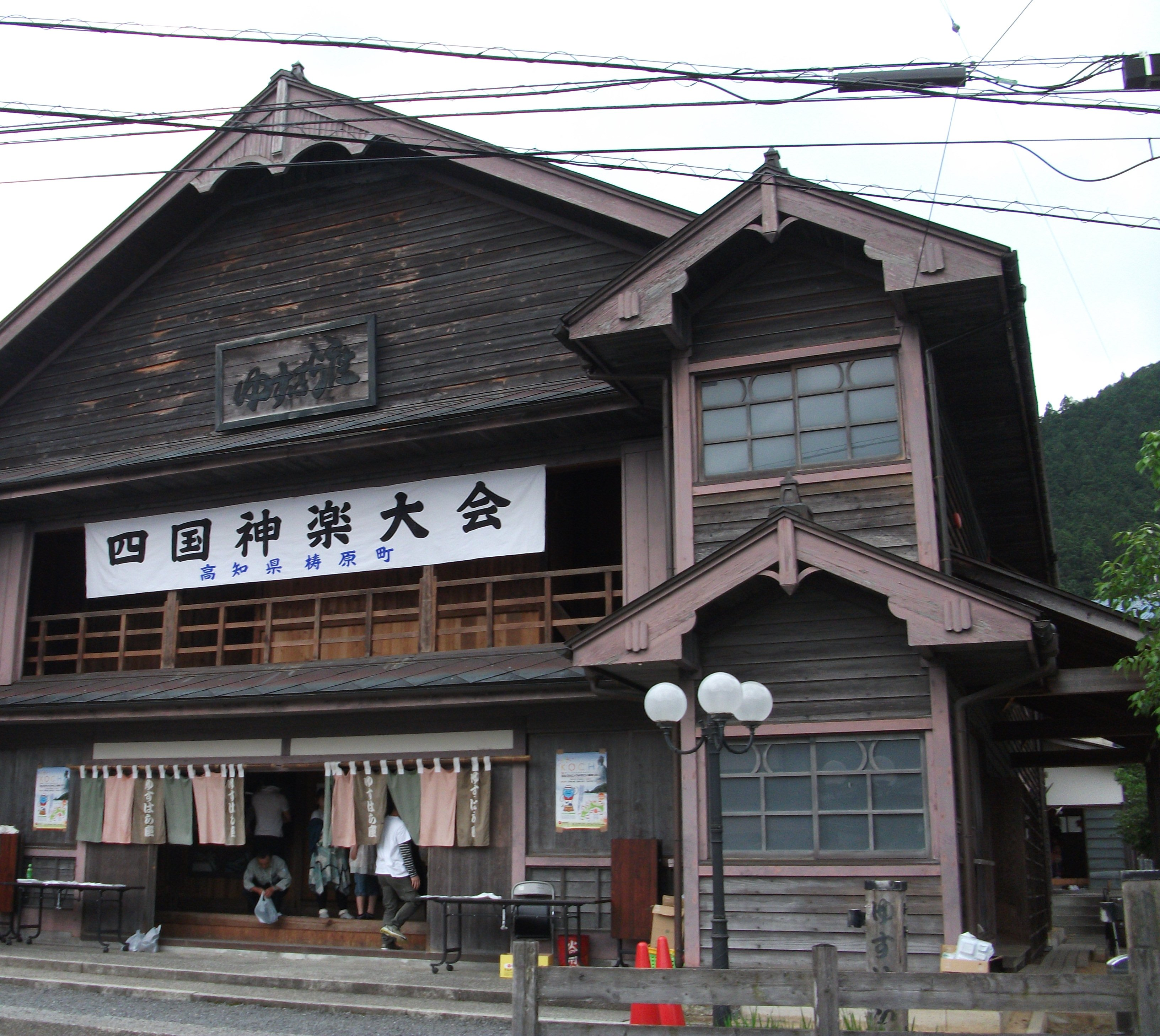
ゆすはら座全景

ゆすはら座（ゆすはらざ）は、高知県高岡郡檮原町の木造芝居小屋。現在の建物は平成7年に修復・移転されたもの。

## 沿革
昭和23年に梼原町の町組によって北町に建設された大正時代の和洋折衷様式の建物で、芝居や映画上映など住民の娯楽の殿堂「梼原公民館」として親しまれていたが、平成7年9月に東町に修復移転し今日に至っている。今日では、神楽の上演や各種講演やまちづくりの会合等に活用されている。

## 施設概要
- 木造2階建て
- 主要設備

桟敷席
花道